# Рачкунай
Рачкунай (также Рачкуны, лит. Račkūnai, пол. Raczkuny) — деревня в Лентварском старостве, в Тракайском районе Вильнюсского уезда Литвы. Располагается в 2 км на юго-западе от Лентвариса.

## Физико-географическая характеристика
Располагается в 2 км на юго-западе от Лентвариса. Возле деревни есть Лентварское кладбище, старая часовня 1929 года, ветеринарная клиника.

## История
В 1953–1993 годах в Рачкунах располагалась 466 зенитная ракетная бригада ПВО советской армии (воинская часть № 36839), в 1993–1994 гг. была окончательно ликвидирована. Некоторые постройки бывшей военной базы сегодня используются и сегодня, например, в бывших казармах сегодня располагается ветеринарная клиника, в бывших жилых домах военного руководства была проведена реновация, сегодня в них оборудованы жилые квартиры, а в гаражах была открыта автомастерская. После ликвидации военной базы Рачкуны были присоединены к соседнему Лентварису. В 2009 году Рачкунай были воссозданы, теперь деревня включала в себя территорию бывшей военной базы и участки бывших коллективных садов. В 2011 были подтверждены новые названия для улиц Рачкун. В период с 2011 по 2013 год в состав Рачкунай частично вошли некоторые улицы из Лентвариса. С 2010-х юго-восточная часть деревни, состоящая только из полей, входит в состав Вильнюса. За последние 10 лет население Рачкунай увеличилось практически в 10 раз, в первую очередь за счёт большого количества новых построенных жилых домов, строившиеся на бывших содовых участках. 

## Население
| 1905                           | 1931 | 1959 | 1970 | 1979 | 1989 | 2001 | 2011 | 2021 |
| ------------------------------ | ---- | ---- | ---- | ---- | ---- | ---- | ---- | ---- |
| 18                             | 14   | 103  | 56   | 54   | 25   | 0    | 44   | 326  |
| Гистограмма динамики населения |      |      |      |      |      |      |      |      |